# کیم یو-تائک
کیم یو-تائک (انگلیسی: Kim Yoo-taek؛ زادهٔ ۱۰ اکتبر ۱۹۶۳) بازیکن سابق و مربی بسکتبال اهل کره جنوبی است.
وی در مسابقات کشوری و بین‌المللی در مجموع برندهٔ ۵ مدال نقره، ۳ مدال برنز شده‌است.